# 漆山 (名古屋市)
漆山（うるしやま）は、愛知県名古屋市緑区の町名。丁番を持たない単独町名である。住居表示未実施。

## 地理
名古屋市緑区の中央部に位置し、東と北西と南は鳴海町、西は青山、北は左京山に接する。

## 歴史

### 町名の由来
鳴海町の小字名「漆山」による。字義通り、漆が採れる山であることに由来するのだという。

### 行政区画の沿革
- 1984年（昭和59年）11月3日 - 緑区鳴海町・青山三丁目の各一部より、同区漆山が成立[1]。

## 世帯数と人口
2019年（平成31年）3月1日現在の世帯数と人口は以下の通りである。
| 町丁 | 世帯数  | 人口    |
| ---- | ------- | ------- |
| 漆山 | 464世帯 | 1,070人 |

### 人口の変遷
国勢調査による人口の推移
| 1995年（平成7年）  | 1,137人 | [ 8 ]  |  |
| 2000年（平成12年） | 1,121人 | [ 9 ]  |  |
| 2005年（平成17年） | 1,119人 | [ 10 ] |  |
| 2010年（平成22年） | 1,069人 | [ 11 ] |  |
| 2015年（平成27年） | 1,018人 | [ 12 ] |  |

## 学区
市立小・中学校に通う場合、学校等は以下の通りとなる。また、公立高等学校に通う場合の学区は以下の通りとなる。
| 番・番地等 | 小学校               | 中学校                 | 高等学校 |
| ---------- | -------------------- | ---------------------- | -------- |
| 全域       | 名古屋市立平子小学校 | 名古屋市立左京山中学校 | 尾張学区 |

## 交通
- 国道1号

## その他

### 日本郵便
- 郵便番号 : 458-0832[4]（集配局：緑郵便局[15]）。